# Ron Stallworth
Ron David Stallworth (nacido el 18 de junio de 1953) es un oficial de policía retirado, conocido por haberse infiltrado en las filas del Ku Klux Klan en Colorado Springs a fines de los años setenta. Fue el primer policía y detective afroamericano en el Departamento de Policía de Colorado Springs.
La película de 2018 BlacKkKlansman se basa parcialmente en su experiencia al infiltrarse en el Ku Klux Klan.

## Primeros años
Stallworth nació el 18 de junio de 1953 en Chicago y se crio en El Paso, Texas, después de que su madre se mudase con la familia allí. "La mudanza de nuestra madre a El Paso fue la mejor decisión que tomó, ya que la ciudad estaba muy lejos de la pobreza, las pandillas y el conflicto en el lado sur de Chicago, donde habría alcanzado la mayoría de edad si no se hubiera ido".
Stallworth se graduó de Austin High School en el año 1971, donde fue porrista, miembro del consejo estudiantil y miembro de una junta asesora de todo el distrito; También fue votado como "el más popular".
En el verano de 1972, su familia se mudó a Colorado Springs, Colorado, donde se interesó por primera vez en una carrera en la aplicación de la ley. Stallworth se unió al departamento como cadete en noviembre de 1972 y fue asignado inicialmente para trabajar en la Oficina de Identificaciones y Registros.
Rápidamente desarrolló un interés en el trabajo policial encubierto, que persistió mucho después de que jurara formalmente como oficial en junio de 1974. Después de 10 meses de servicio de patrulla uniformado, se le ofreció una tarea encubierta para observar una reunión en un club nocturno negro local. donde Stokely Carmichael había sido invitado a hablar. Stallworth aceptó la asignación y luego fue transferido a la sección de inteligencia del departamento.

## Infiltración del Ku Klux Klan
En 1978, Stallworth reparó en un anuncio publicado en el periódico local que buscaba miembros para crear un nuevo capítulo del Ku Klux Klan en Colorado Springs. Stallworth contactó por carta con el KKK y se hizo pasar por un blanco racista que "odiaba a los negros, a los judíos, a los mexicanos, a los asiáticos". Durante la conversación, se enteró de que el hombre que estaba fundando el nuevo capítulo era un soldado en el cercano Fort Carson. Stallworth hizo los arreglos para reunirse con el hombre en un bar local y envió a un agente de narcóticos encubierto blanco, programado para grabar cualquier conversación, para que lo represente en la reunión.
El subterfugio fue un éxito, y Stallworth continuó haciéndose pasar por un miembro del Klan durante los siguientes nueve meses, generalmente hablando por teléfono con otros miembros y enviando al oficial blanco en su lugar cuando era necesario realizar reuniones cara a cara. En su sede de Nueva Orleans, Stallworth llamó a David Duke, que era el Gran Mago del KKK en ese momento, para preguntar sobre el estado de su solicitud de membresía. Duke se disculpó por el retraso en el procesamiento de la solicitud y prometió encargarse personalmente de que la solicitud de Stallworth se procesara y se le enviara. En poco tiempo, el certificado de membresía en el Klan de Stallworth llegó por correo, firmado por Duke. Stallworth enmarcó el certificado y lo colgó en la pared de su oficina, donde permaneció durante años.

## Retiro
Después del cierre de la investigación sobre el Klan, Stallworth lo mantuvo en secreto y no le habló a nadie de su papel en ella. Se trasladó al Departamento de Seguridad Pública de Utah, del que se retiró en 2005 después de trabajar como investigador durante casi 20 años. Después de su jubilación, obtuvo una licenciatura en derecho penal en el campus de Salt Lake City en Columbia College en el año 2007.
En enero de 2006, Stallworth concedió una entrevista a Deseret News de Salt Lake City, en la que relató los detalles de su infiltración e investigación del KKK. Reveló que la investigación averiguó que varios miembros del Klan eran miembros activos de las Fuerzas Armadas de los Estados Unidos, incluidos dos en NORAD, el Comando de Defensa Aeroespacial de América del Norte, que proporciona alerta aeroespacial, soberanía aérea y protección para América del Norte. La pareja fue reasignada y se le dijo a Stallworth que fueron a "algún lugar como el Polo Norte o Groenlandia".
En 2014, Stallworth publicó el libro Black Klansman: Race, Hate, and the Undercover Investigation of a Lifetime, que trata sobre su experiencia en la investigación del KKK. Para su material de origen usó un libro de casos que reunió durante la tarea y se guardó para sí mismo una vez que terminó. El libro fue llevado a QC Entertainment por el productor Shaun Redick para hacer una película basada en ella llamada BlacKkKlansman, dirigida y producida por Spike Lee y coproducida por Jordan Peele y Jason Blum por medio de Blumhouse Productions. La película se estrenó en 2018, con John David Washington interpretando el papel de Stallworth. BlacKkKlansman ganó el Gran Premio en el Festival de Cine de Cannes. Fue nominada a varios premios óscar incluyendo Mejor película, ganó el Óscar al mejor guion adaptado.